# Aseraggodes ocellatus
Aseraggodes ocellatus är en fiskart som beskrevs av Weed, 1961. Aseraggodes ocellatus ingår i släktet Aseraggodes och familjen tungefiskar. Inga underarter finns listade i Catalogue of Life.